# Feargal Sharkey
Seán Feargal Sharkey (* 13. srpna 1958 Derry) je severoirský zpěvák, který se nejvíce proslavil v 70. a 80. letech 20. století jako zpěvák pop punkové skupiny The Undertones. Jeho sólový singl A Good Heart z roku 1985 byl mezinárodním úspěchem. Na počátku 90. let začal podporovatí komerční hudební průmysl ve Spojeném království za což získal několik ocenění a vyznamenání.